# Ophion neglectus
Ophion neglectus är en stekelart som beskrevs av Heinrich Habermehl 1930.
Ophion neglectus ingår i släktet Ophion och familjen brokparasitsteklar. Inga underarter finns listade i Catalogue of Life.